# Soldier of Fortune: Payback
Soldier of Fortune: Payback ist ein Ego-Shooter und der dritte Teil der Soldier-of-Fortune-Serie. Im Gegensatz zu den ersten beiden Teilen wurde es von dem slowakischen Studio Cauldron entwickelt. Es erhielt weltweit überwiegend negative Kritiken.
Es erschien 2007 für Windows, Xbox 360, PlayStation 3 durch Activision. Außerhalb Deutschlands wurde die Platin-Version bei GOG.com digital wiederveröffentlicht.

## Handlung
Der Spieler verkörpert den Söldner Thomas Mason, der bei einem Auftrag hintergangen wird. Er geht daraufhin auf einen Rachefeldzug. Dabei wird er von seiner Vorgesetzten Cassandra Decker angeleitet.

## Verbot
Die Originalfassung wurde in Deutschland von der BPjM indiziert noch bevor sie in Deutschland auf den Markt kam und anschließend bundesweit beschlagnahmt.
Bei Steam war kurzzeitig eine gewaltgeminderte Version gelistet.
In Australien wurde ein Einfuhrverbot verhängt.

## Rezeption
Der hohe Gewaltgrad sei lächerlich übertrieben und wenig realistisch dargestellt. Das Spiel wirke wie ein beliebiger Ego-Shooter, der sich nicht abhebe. Die Hintergrundgeschichte sei lachhaft, Level werden dreist wiederverwendet. Bosskämpfe seien uninspiriert und wenig durchdacht und das Leveldesign stark linear. Technisch sei es leicht unterdurchschnittlich und habe mit Performanceproblemen zu kämpfen. Der Umfang grenze an eine „Frechheit“. Das Vorgehen des Publishers eine Traditionsmarke an ein mittelmäßiges Studio für eine halbherzige Fortsetzung zu vergeben, sei ein Schlag ins Gesicht für die Fans. Im Mehrspielermodus fehlen essenzielle Elemente.